# Vytfutia pallens
Espèce
Vytfutia pallens est une espèce d'araignées aranéomorphes de la famille des Phyxelididae.

## Distribution
Cette espèce est endémique du Sarawak en Malaisie.

## Description
Le mâle holotype mesure 4,4 mm et la femelle paratype 6,7 mm.

## Publication originale
- Deeleman-Reinhold, 1989 : Spiders from Niah Cave, Sarawak, East Malaysia, collected by P. Strinati. Revue Suisse de Zoologie, vol. 96, no 3: p. 619-627 (texte intégral).